# 鯏浦町
鯏浦町（うぐいうらちょう）は、愛知県弥富市の地名。

## 地理
弥富市旧弥富町北部に位置する。西は五明町・五之三町、南は前ヶ須町に接する。

## 歴史

### 町名の由来
ウグイの多い土地であったことによる。

### 人口の変遷
国勢調査による人口および世帯数の推移。
| 2000年（平成12年） | 3311世帯 9249人 |  |
| 2005年（平成17年） | 3493世帯 9249人 |  |
| 2010年（平成22年） | 3090世帯 7698人 |  |
| 2015年（平成27年） | 3275世帯 7723人 |  |

### 沿革
- 江戸時代には、尾張国海西郡の尾張藩領佐屋代官所支配鯏浦村として所在[2]。
- 1889年（明治22年） - 海部郡弥富村大字鯏浦となる[2]。
- 1906年（明治39年） - 弥富町大字鯏浦となる[2]。
- 1980年（昭和55年） - 一部が弥富町鎌倉に編入され、鎌倉新田の一部を編入する[2]。
- 1983年（昭和58年） - 一部が弥富町海老江に編入される[2]。
- 2006年（平成18年）4月1日 - 弥富町大字鯏浦から弥富市鯏浦町となる[WEB 7]。

## 交通
鉄道
- JR関西本線弥富駅[1]
- 近鉄名古屋線近鉄弥富駅[1]
- 名鉄尾西線弥富駅[1]

かつては名鉄尾西線弥富口駅もあったが、2006年（平成18年）に廃駅となった。
道路
- 国道1号[1]
- 愛知県道弥富名古屋線[1]
- 愛知県道富島津島線[1]

## 施設
- 弥富市立弥生小学校[1]
- 中部保育所[1]
- 弥生保育所[1]
- 弥富郵便局[1]
- 海老江郵便局[1]
- NTT弥富電報電話局[1]
- JAあいち海部弥富支店
- 産業会館[1]
- 弥富市商工会
- 弥富幹部交番
- 三菱UFJ銀行弥富支店
- 百五銀行弥富支店
- 桑名信用金庫弥富支店
- やとみショッピングセンター[1]
- ヨシヅヤ[1]
- ヤマナカ[1]
- 真宗大谷派専念寺[1]
- 曹洞宗薬師寺[1]
- 天理教敷名分教会[1]
- 弥富神社[1]

- JAあいち海部弥富支店
- 弥富市商工会
- 弥富幹部交番
- 三菱UFJ銀行弥富支店
- 百五銀行弥富支店
- 桑名信用金庫弥富支店

### WEB
1. ↑  総務省統計局 (2017年1月27日). “平成27年国勢調査の調査結果(e-Stat) - 男女別人口及び世帯数 －町丁・字等” (CSV). 2021年7月21日閲覧。
2. ↑  “市外局番の一覧” (PDF).   総務省 (2022年3月1日). 2022年3月22日閲覧。
3. ↑  総務省統計局 (2014年5月30日). “平成12年国勢調査の調査結果(e-Stat) - 男女別人口及び世帯数 －町丁・字等” (CSV). 2021年7月20日閲覧。
4. ↑  総務省統計局 (2014年6月27日). “平成17年国勢調査の調査結果(e-Stat) - 男女別人口及び世帯数 －町丁・字等” (CSV). 2021年7月21日閲覧。
5. ↑  総務省統計局 (2012年1月20日). “平成22年国勢調査の調査結果(e-Stat) - 男女別人口及び世帯数 －町丁・字等” (CSV). 2021年7月21日閲覧。
6. ↑  総務省統計局 (2017年1月27日). “平成27年国勢調査の調査結果(e-Stat) - 男女別人口及び世帯数 －町丁・字等” (CSV). 2021年7月21日閲覧。
7. ↑  弥富市役所 総務部 総務課 行政グループ (2015年2月19日). “弥富市住所一覧  旧弥富町” (pdf).   弥富市. 2023年4月5日閲覧。[リンク切れ]

### 書籍

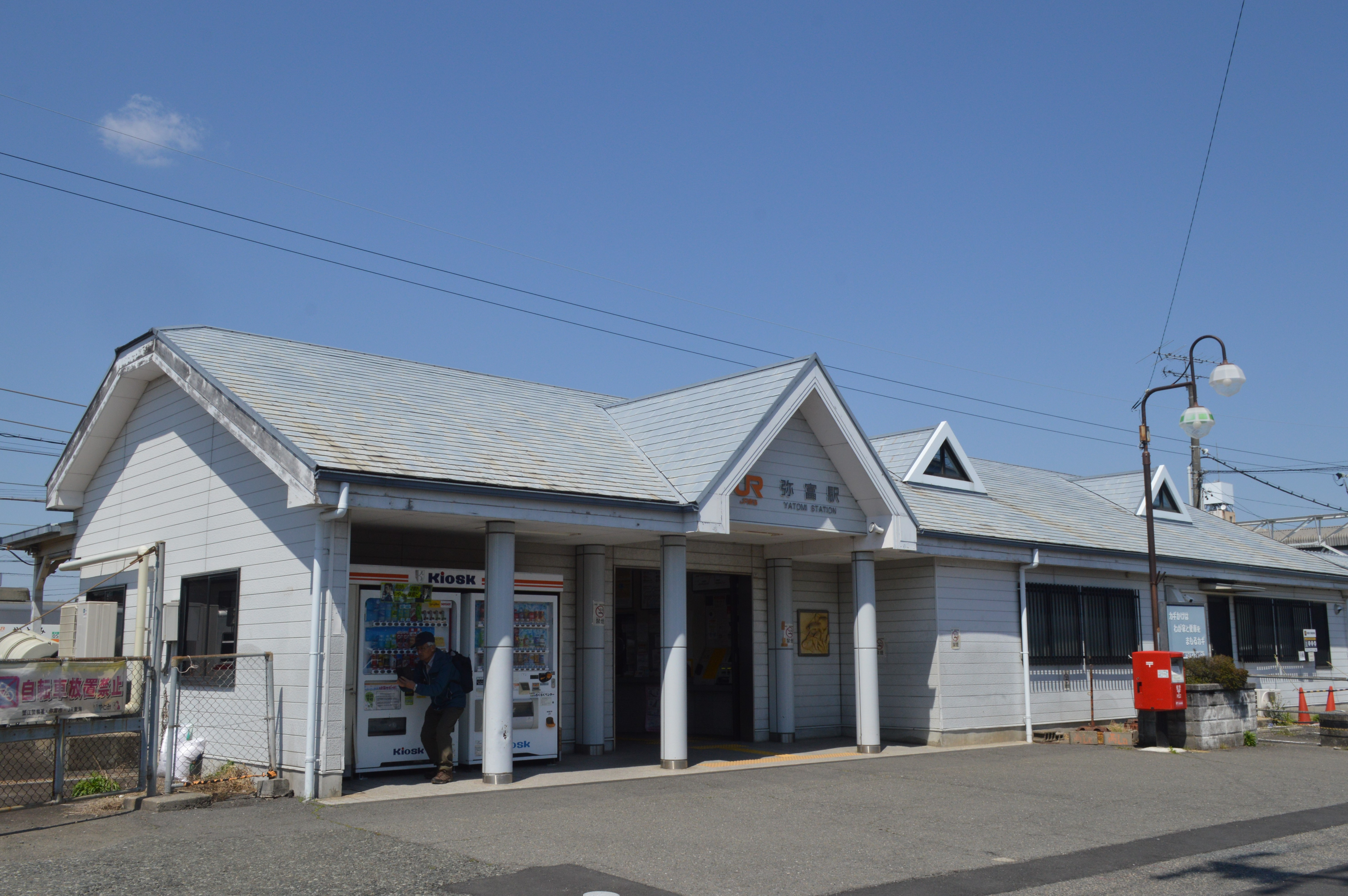
弥富駅

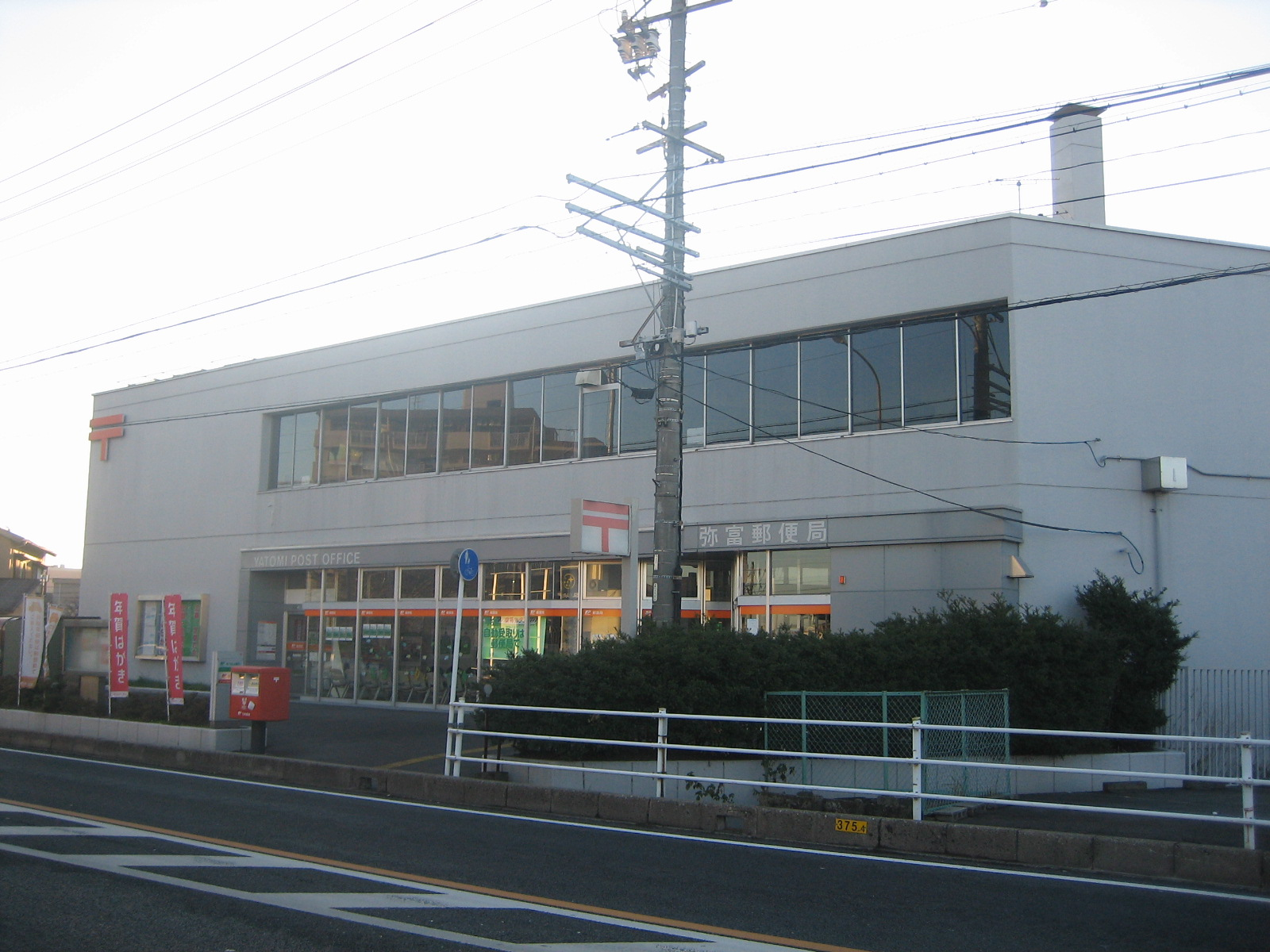
弥富郵便局

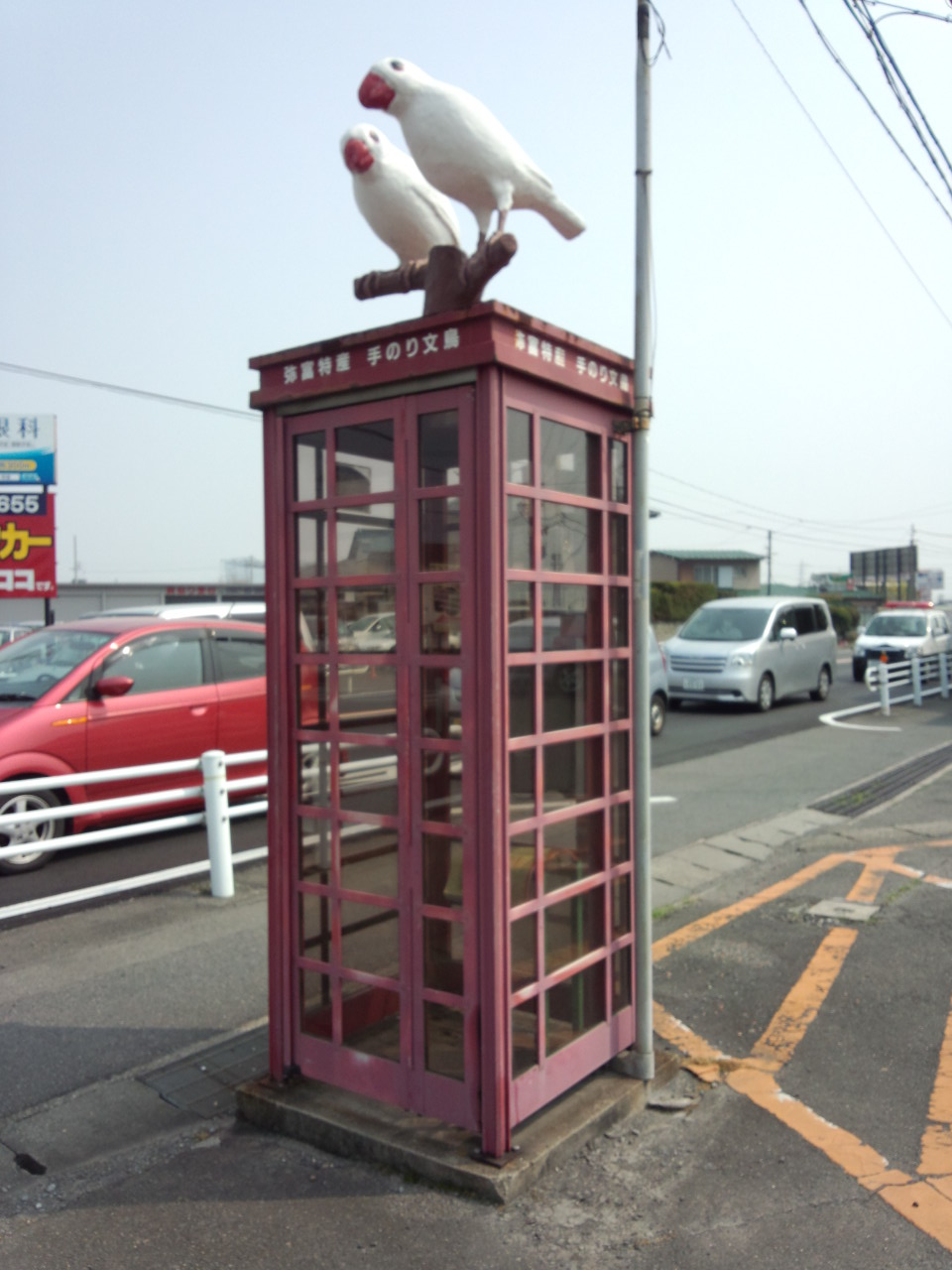
文鳥電話ボックス

1. 1 2 3 4 5 6 7 8 9 10 11 12 13 14 15 16 17 18 19 20 21 22  「角川日本地名大辞典」編纂委員会 1989, p. 1898.

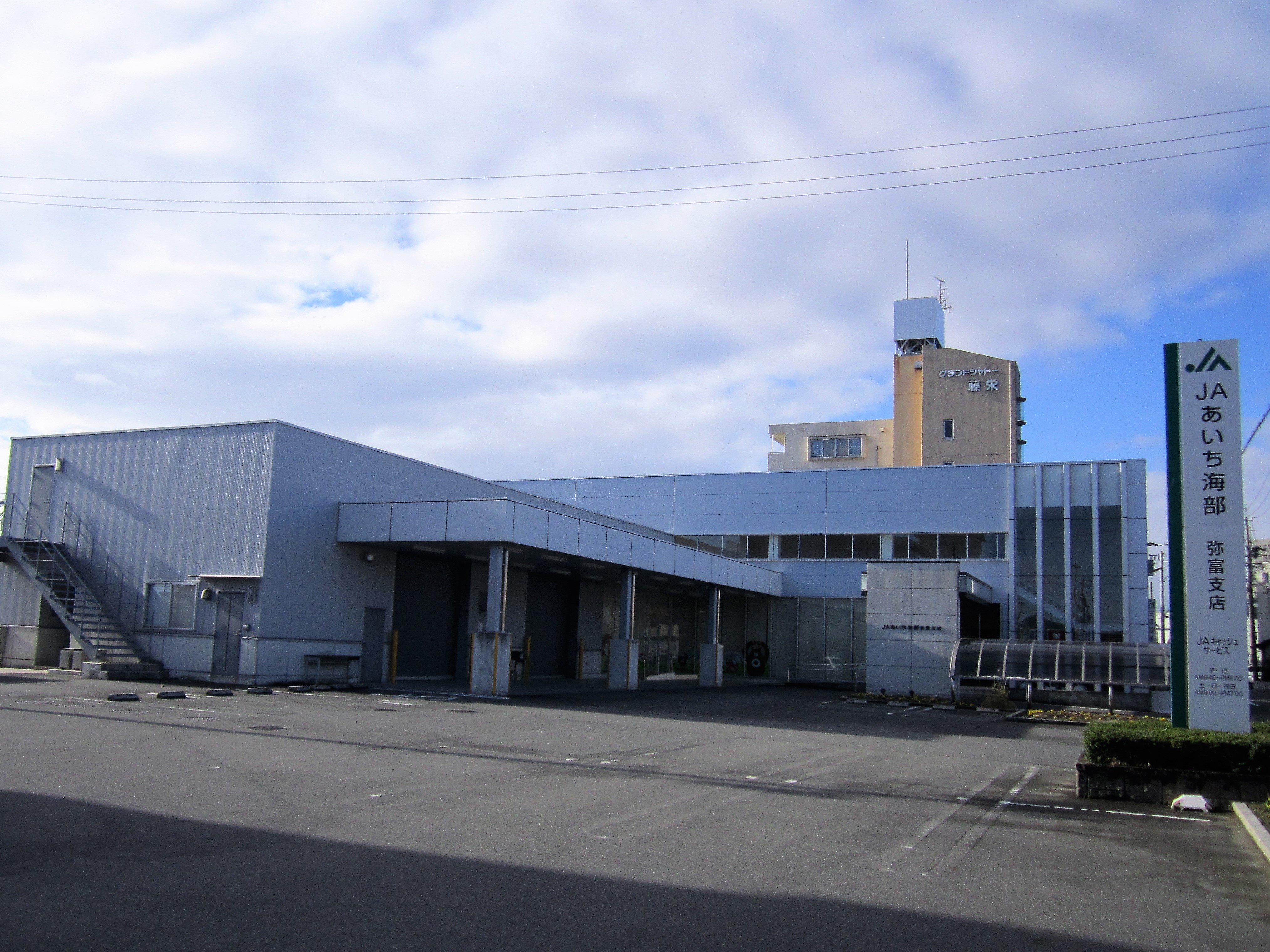
JAあいち海部弥富支店
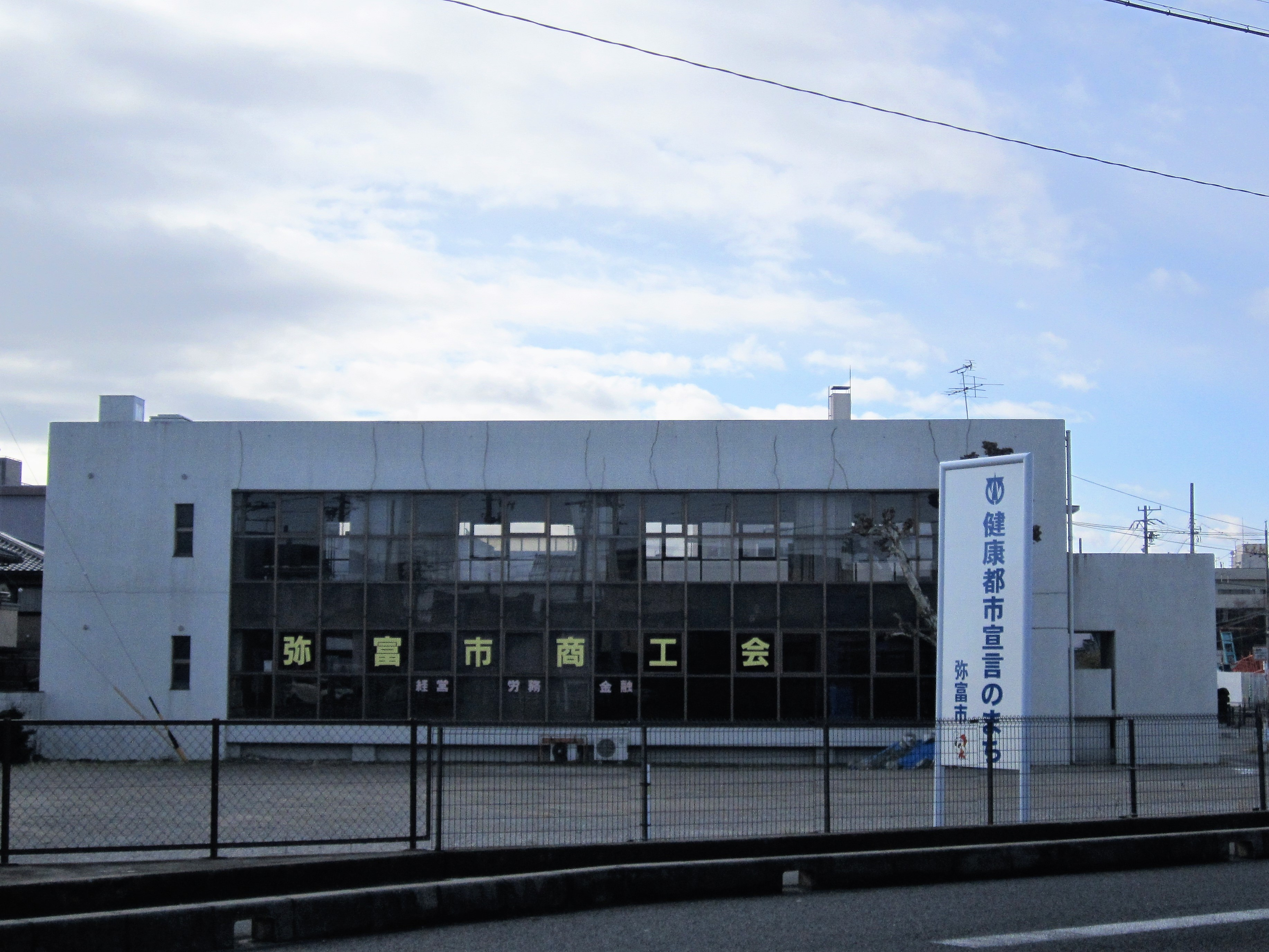
弥富市商工会
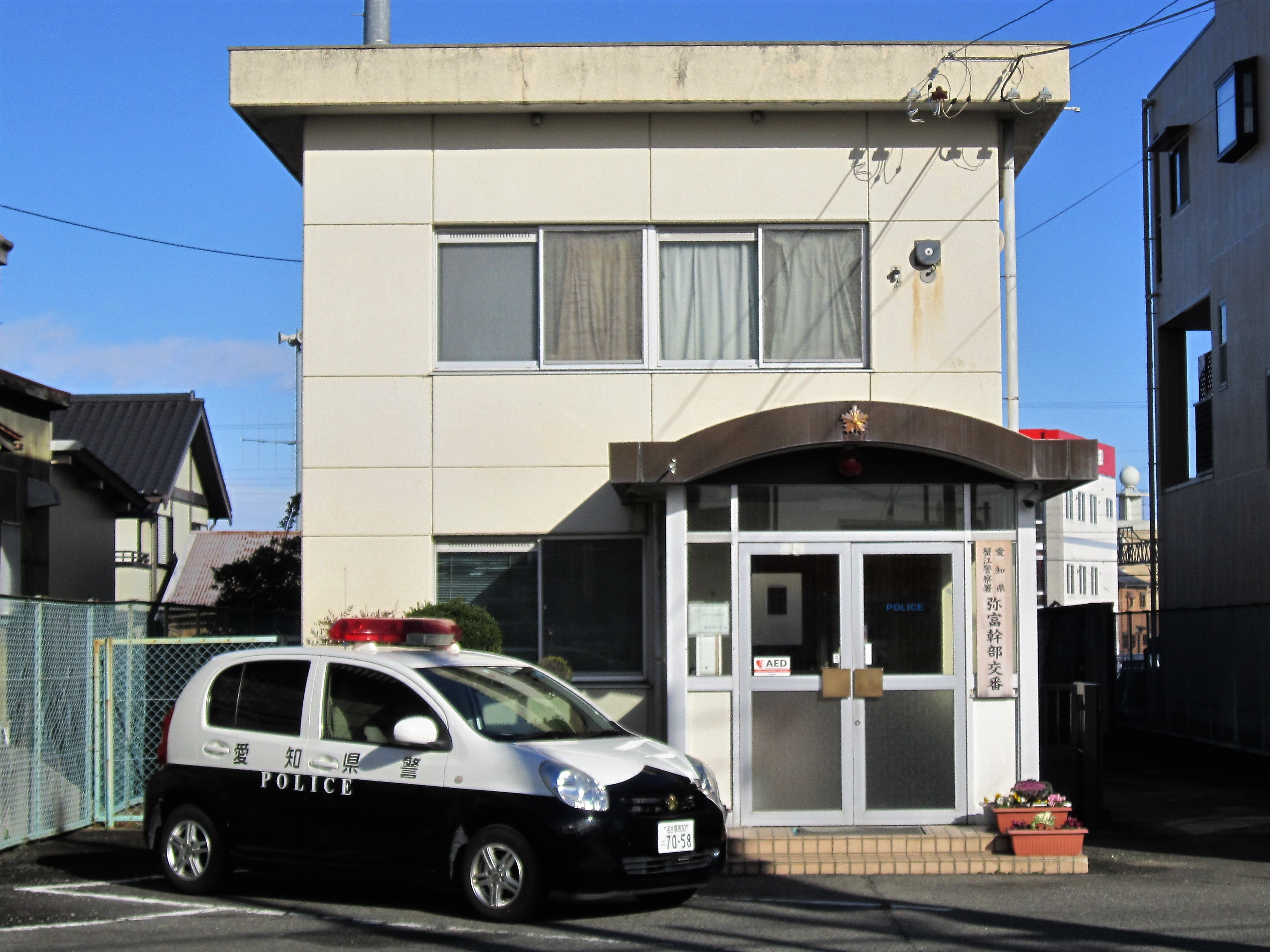
弥富幹部交番
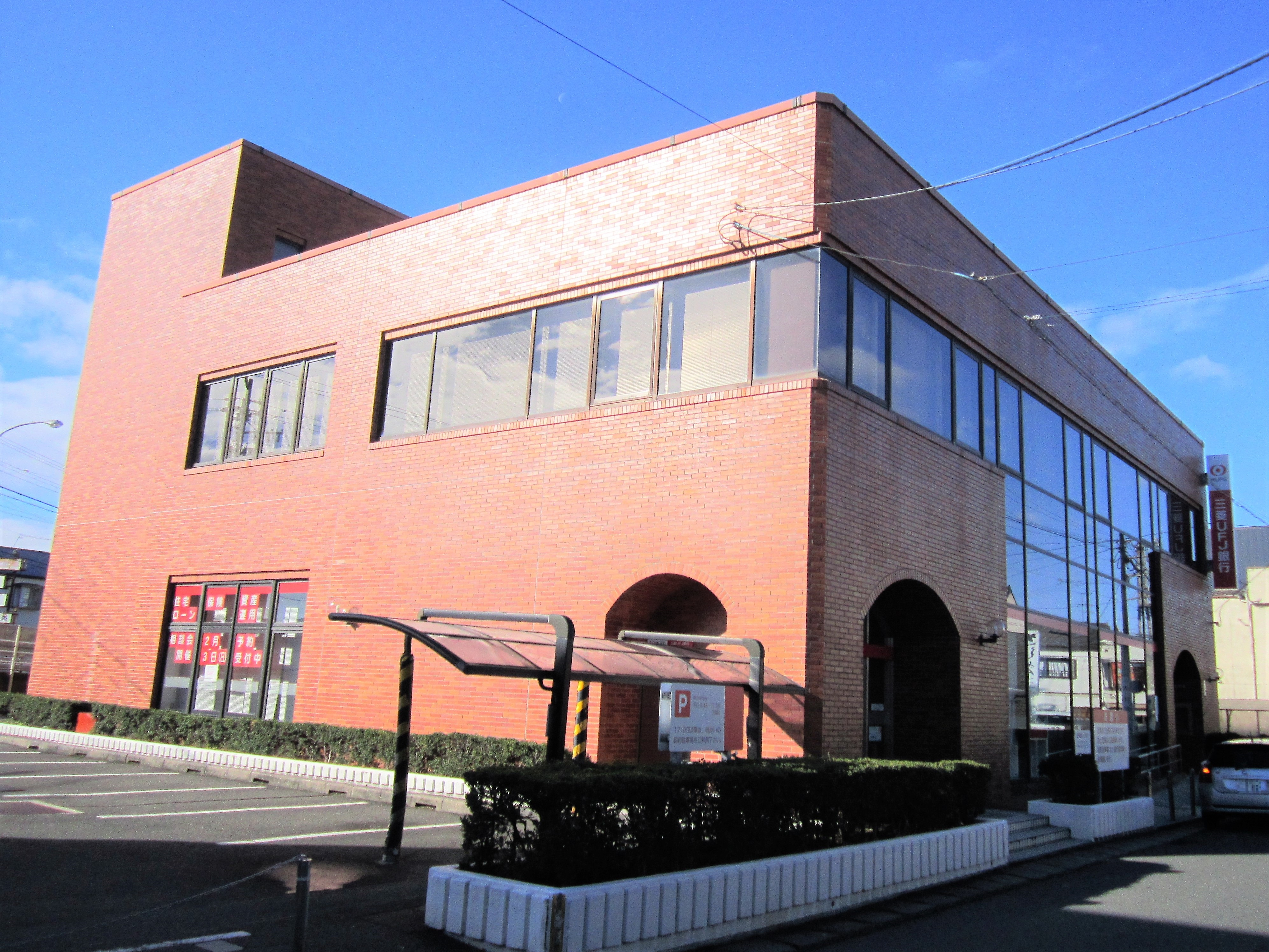
三菱UFJ銀行弥富支店
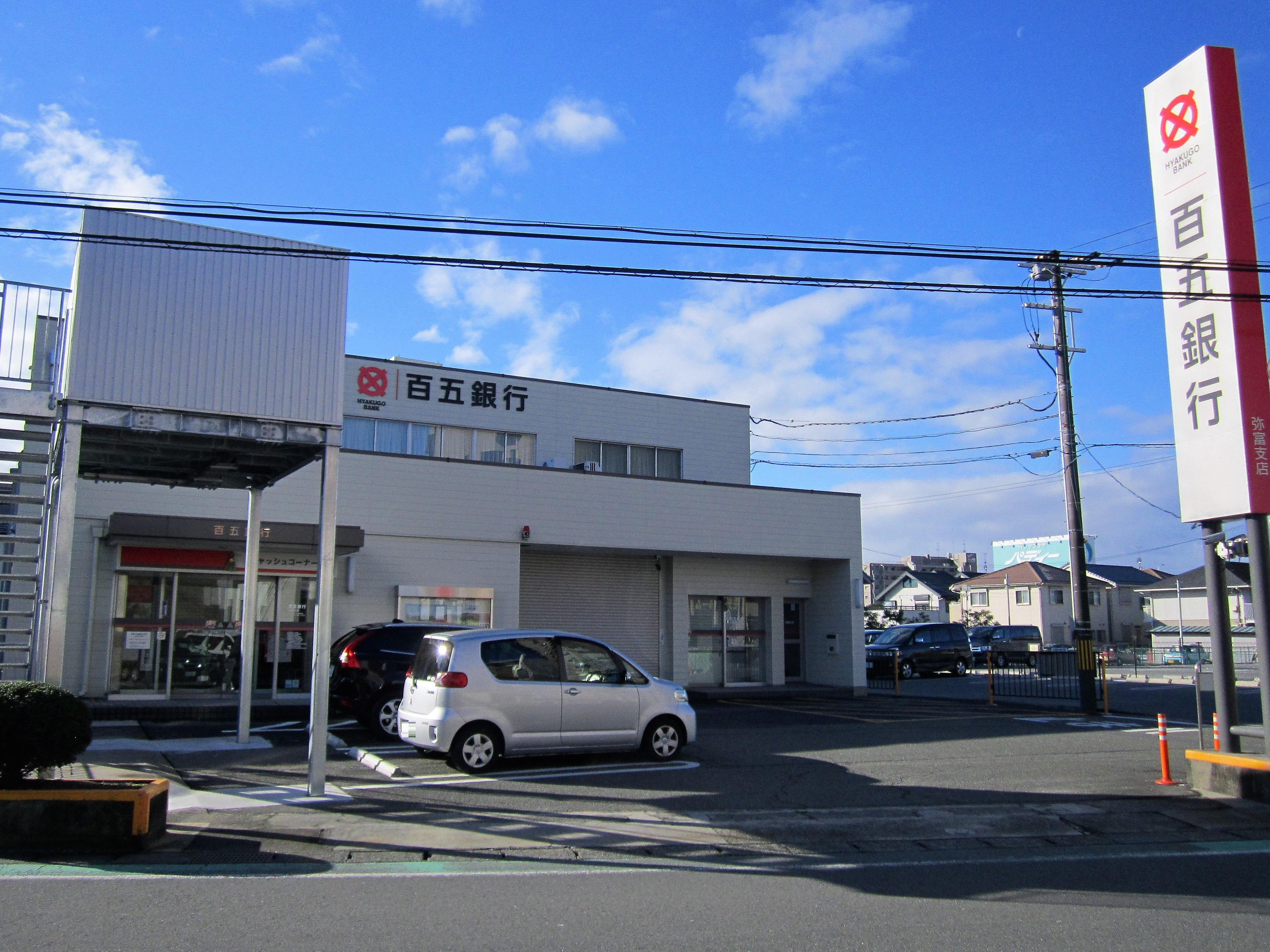
百五銀行弥富支店
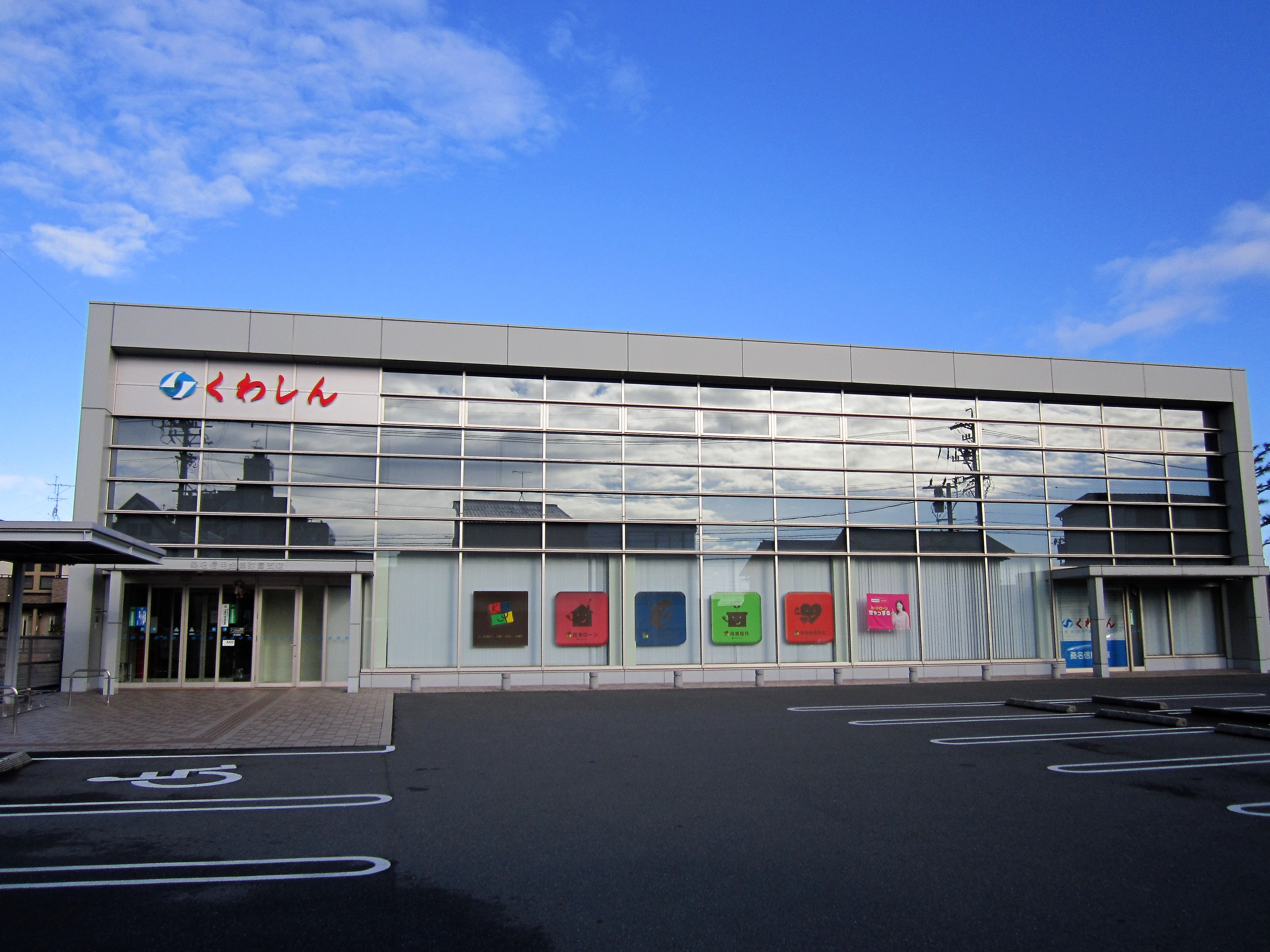
桑名信用金庫弥富支店

2. 1 2 3 4 5 6  「角川日本地名大辞典」編纂委員会 1989, p. 215.